# Viola eizanensis
Viola eizanensis (Makino) Makino – gatunek roślin z rodziny fiołkowatych (Violaceae). Występuje endemicznie w Japonii – na Honsiu, Kiusiu i Sikoku.

## Morfologia

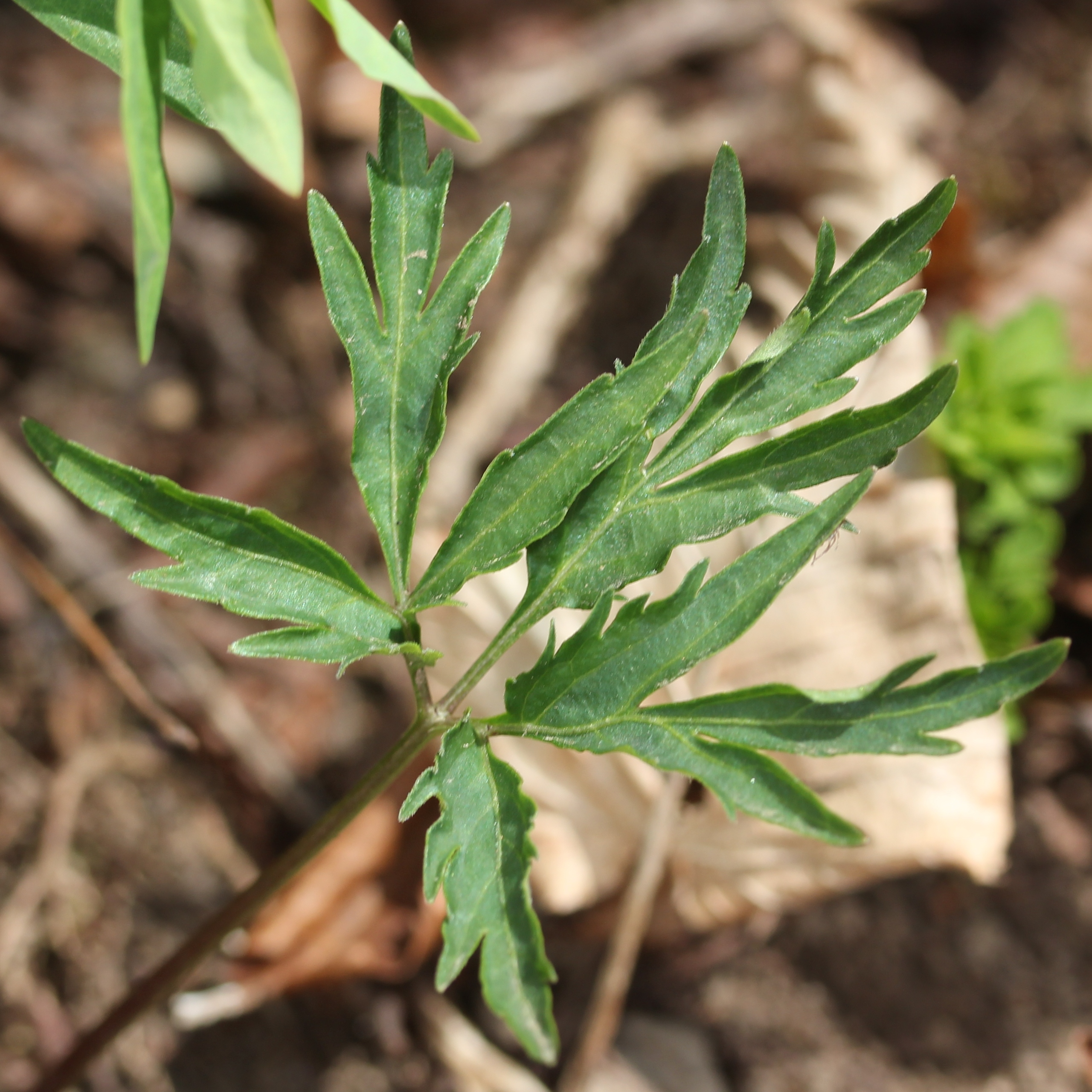
Liść

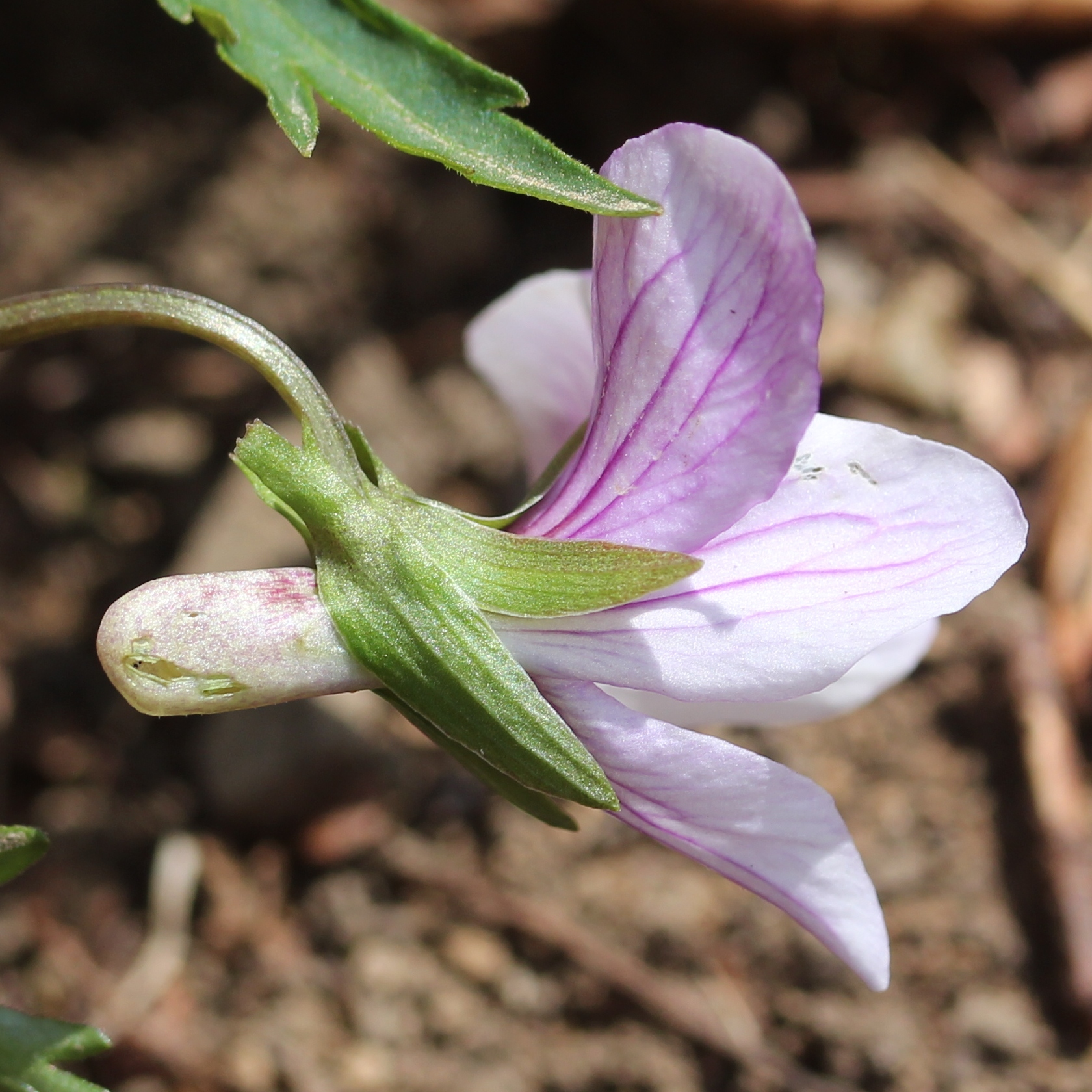
Kwiat

PokrójBylina dorastająca do 5–20 cm wysokości, tworzy kłącza.
LiścieBlaszka liściowa jest pierzasto-sieczna ma deltoidalny kształt, złożona z 3–9 klapek od owalnych do lancetowatych. Mierzy 12,5–12,5 cm długości oraz 1,5–1,5 cm szerokości, jest karbowana na brzegu, ma nasadę od ściętej do klinowej i ostry wierzchołek. Ogonek liściowy jest nagi i ma 1,5–7 cm długości. Przylistki są równowąsko lancetowate.
KwiatyPojedyncze, wyrastające z kątów pędów. Mają działki kielicha w kształcie od owalnego do lancetowatego. Płatki są odwrotnie jajowate i mają fioletową barwę; dolny płatek jest odwrotnie jajowaty, mierzy 10–15 mm długości, posiada obłą ostrogę o długości 2–3 mm.
OwoceTorebki mierzące 11–14 mm długości, o elipsoidalnym kształcie.

## Biologia i ekologia
Rośnie w lasach.